# Metropolitan Tabernacle
Metropolitan Tabernacle är en baptistisk kyrkobyggnad ursprungligen uppförd för Charles Spurgeon 1861 i östra delen av Lambeth, mitt emot Elephant & Castle, i södra London. Byggnaden brann ner 1898 och bombades sönder av Luftwaffe 1941, men återuppfördes båda gångerna. Fortfarande bedrivs fristående baptistisk religiös verksamhet i byggnaden.